# Bauernprinzessin III – In der Zwickmühle
Bauernprinzessin III – In der Zwickmühle ist eine Koproduktion von ORF, BR und Moviepool, hergestellt von SK Film, mit Unterstützung der Salzburg Agentur. Regie führte Susanne Zanke. Die Erstausstrahlung erfolgte am 18. Oktober 2009. Es wird die Handlung des Heimatfilms Bauernprinzessin aus dem Jahr 2003 und die des zweiten Teils Die Bauernprinzessin II – Kopf oder Herz von 2007 fortgeführt.

## Handlung
Nachdem Bogdan nach vier Jahren zu seiner geliebten Anna zurückgekehrt ist, wollen beide der Vernünftigkeit wegen ihre Liebe auslaufen lassen und sich künftig aus dem Weg gehen. Was Bogdan allerdings nicht weiß, dass Anna nach ihrer kleinen Liebesnacht schwanger geworden ist. Sie entscheidet sich hinter seinem Rücken für eine Abtreibung. Ein Kind, der Hof und die Erinnerungen an die gemeinsame Zeit mit Bogdan wäre für Anna unvorstellbar. Heimlich ruft ihre Oma Burgi Bogdan an und erzählt ihm von der beabsichtigten Abtreibung. Sie möchte so dem Glück ihrer Enkelin auf die Sprünge helfen. Sie mochte Bogdan vom ersten Tag ihrer Begegnung und ist fest davon überzeugt, dass Anna und er zusammengehören. Doch Anna will davon nichts hören. Um sich von ihren Problemen abzulenken, lässt sie sich von ihrem Onkel Xaver überreden für den Gemeinderat zu kandidieren. Ihre resolute Art wäre seiner Meinung nach genau das richtige, was die Gemeinde bräuchte. Ihre Probleme lösen sich davon aber nicht. Im Gegenteil, Anna gerät immer mehr in die Zwickmühle, denn alle reden ihr zu das Kind zu bekommen und Bogdan möchte sich zu gern seiner Verantwortung stellen. Für Anna ist das aber keine Option, denn sie hat nicht vor, wegen eines Kindes ihr Leben aufzugeben und Bogdan hat in Genf gerade seine Festeinstellung bekommen, wie sollte bei der Konstellation ein Kind eine Chance haben? Nach vielem Hin und Her will Anna das Kind dann aber doch bekommen.

## Kritiken
Das Lexikon des internationalen Films schrieb: „Fortsetzung eines anspruchsarmen (Fernseh-)Heimatfilms, der Geist und Motive des Genres in ein zeitgenössisches Ambiente transportiert.“
Die Kritiker der Fernsehzeitschrift TV Spielfilm werteten kurz: „Sehr menschlich, aber auch recht betulich.“